# Зозулині діти
«Зозулині діти» («Кукушкины дети») — радянський художній фільм 1991 року, знятий режисером Олександром Морозом на кіностудії «Білорусьфільм».

## Сюжет
Про важку долю радянських дітей з дитбудинків, яких під час війни гітлерівці вивозили до Німеччини для навчання диверсантської діяльності на території СРСР.

## У ролях
- Дмитро Безматерних — Мітя
- Максим Гаврилов — Іван
- Борис Невзоров — Гнат, наставник юних диверсантів
- А. Гаврилов — Книш
- Є. Пєшева — Маня, сільська дівчина
- Олександр Лабуш — батько Міті
- Валентина Коротаєва — мати Міті
- Валерій Шушкевич — начальник школи диверсантів
- Валерій Філатов — Алік, співробітник НКВС
- Володимир Грицевський — капітан НКВС
- Тетяна Волкова — роль другого плану
- Володимир Міщанчук — роль другого плану
- Олександр Кукареко — водій
- Михайло Петров — дід Мані
- Станіслав Вількін — співробітник НКВС
- В. Харук — роль другого плану
- Д. Міхолап — епізод
- І. Пащенко — епізод
- Галина Тимончик — епізод
- Є. Савич — епізод
- Михайло Гилевич — червоноармієць
- Павло Кормунін — епізод
- Олександр Аржиловський — Міхеїч, співробітник НКВС
- Володимир Золотухін — співробітник НКВС
- В. Гладкий — епізод
- Геннадій Матицький — епізод
- І. Сармант — епізод
- Анатолій Чарноцький — епізод
- І. Гришан — епізод

## Знімальна група
- Режисер — Олександр Мороз
- Сценарист — Анатолій Жук
- Оператор — Олександр Абадовський
- Художники — Володимир Крупник, Олексій Бєлятко